# Feibra
Die feibra GmbH ist ein im Jahr 1963 in Wien von Anton Feistl und Helmut Brauner gegründetes österreichisches Dienstleistungsunternehmen, das Postwurfsendungen an Haushalte zustellt. Seit den 2000er Jahren ist das Unternehmen eine Tochtergesellschaft der Österreichischen Post.

## Geschichte
Die Gründer, die sich aus Schulzeiten kannten, finanzierten ihr Studium mit der Organisation von Werbeveranstaltungen und gründeten ihr Unternehmen als Werbemittelzustellerin. Der Name setzt sich aus den Anfangsbuchstaben der Nachnamen der beiden Gründer zusammen. Das Unternehmen wurde 1981 mit dem Österreichischen Staatswappen ausgezeichnet.
Im Oktober 1999 firmierte das Unternehmen laut Firmenbuch als  „feibra“ – Werbung Gesellschaft m.b.H. (FN 101096 x), gehalten von der F + B Privatstiftung der beiden Gründer. Im April 2000 wurde die Gesellschaft zur feibra Gesellschaft m.b.H. umfirmiert und im September 2000 zur feibra AG umgewandelt. Die Namensaktien der Aktiengesellschaft verblieben im Besitz der Gründer und deren Privatstiftung. Im Mai 2002 zog sich Helmut Brauner aus dem Vorstand zurück, Anton Feistl verblieb bis Februar 2005. Gleichzeitig wurde der Firmensitz von der Halirschgasse im 17. Bezirk Hernals in die Altmannsdorfer Straße 329 im 23. Bezirk Liesing verlegt.
Im Jahr 2002 beteiligte sich die Österreichische Post an der Feibra mit 75 % minus einer Aktie, am 14. Oktober 2005 wurde im Firmenbuch die Österreichische Post Aktiengesellschaft als Alleinaktionärin eingetragen. Mit Satzung und Hauptversammlung wurde Ende September die (Zurück-)Umwandlung der feibra AG in eine GmbH beschlossen und wurde diese mit Ende Oktober 2005 als feibra GmbH in der heutigen Rechtsform und Firma im Firmenbuch eingetragen; die beiden Vorstände der AG, Franz Robotka und Franz Hausleitner verblieben als nunmehrige Geschäftsführer der GmbH. Anfang Jänner 2006 wurde die feibra VertriebsgmbH. (FN 144670 a) in die Feibra verschmolzen. Ende Jänner 2008 schied Robotka aus der Geschäftsführung aus und wurde im März 2008 durch Franz Leitner ersetzt.
Im Februar 2010 wurde die Tiroler Tochtergesellschaft feibra Tirol GmbH (FN 324260 d) in die Feibra verschmolzen. Mit Kaufvertrag vom 11. Jänner 2010 (eingetragen im Firmenbuch im Mai) erfolgte die „Übernahme des Teilbetriebes der unadressierten Zustellung insbesondere von Werbemitteln und Gratiszeitungen in Österreich, ausgenommen die Bundesländer Kärnten und Steiermark, von der redmail Logistik & Zustellservice GmbH (FN 185501 x)“. Anfang Jänner 2012 folgte noch die verbliebene feibra West GmbH (FN 340271 z) und im März 2013 die FEIPRO Vertriebs GesmbH. (FN 48405 i), die durch Verschmelzung in die Feibra integriert wurden. Im April 2019 schied Franz Leitner aus der Geschäftsführung aus, Franz Hausleitern ist seither alleiniger Geschäftsführer.
Seit 2011 ist Feibra ein von der Post-Regulierungsbehörde RTR konzessionierter Postdienstleister. Feibras Leistungsumfang beinhaltet neben der Zustellung von Postwurfsendungen und adressierter Werbemittel auch die Beratung und Unterstützung bei der Konzeption und Produktion von Werbemitteln sowie Geomarketing.
Der Umsatz des Unternehmens lag 2014 bei 58,5 Millionen Euro. Jahrelang bot Feibra ausschließlich unadressierte Prospektverteilung an („an einen Haushalt“), seit einigen Jahren (Stand 2015) stellt das Unternehmen auch adressierte Sendungen zu. Mit Stand 2015 verfügt das Unternehmen nach Eigenangaben über 26 Standorte, mehr als 200 angestellte Mitarbeiter, rund 1200 freiberufliche Mitarbeiter und stellt pro Jahr rund 1,2 Milliarden Sendungen zu.